# Нотний запис
Нотний запис — європейська система нотації. Існує з XVII століття.

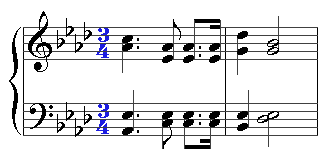
Бетховен, Соната № 31 для фортепіано. Позначення розміру виділено синім кольором

До її складу входять такі основні елементи: нотний стан (нотоносець) з п'яти паралельних горизонтальних ліній, на якому розміщують різноманітні знаки нотопису. Основний знак — нота, що має вигляд незатушованого (ціла нота, половинка), або затушованого (чвертка, вісімка і т. д.) овалу. Тривалості, менші за чвертку, позначаються хвостиками (прапорця́ми) або в'язками (ребрами), які додають до штилів — вертикальних рисок, що позначають звуки, за тривалістю коротші від цілої. Зміна тривалості звучання ноти на 1/2 чи 1/2+1/4 позначається крапкою. Перерви в звучанні позначаються паузами, еквівалентними тривалостям нот. Звуковисотне положення записаних звуків фіксують за допомогою ключів, а його зміни — знаками альтерації, що діють у межах всього твору або стосуються однієї ноти. Кількість ритмічних долей у такті (розмір) позначають цифрами, а тактові риски відокремлюють один такт від іншого.

## Джерело
- Юрій Юцевич. Музика: словник-довідник. — Тернопіль, 2003. — 404 с. — ISBN 966-7924-10-6. (html-пошук по словнику, djvu)